# إدواردو كواريسما
إدواردو كواريسما (مواليد 2 مارس 2002) هو لاعب كرة قدم برتغالي يلعب كمدافع في نادي سبورتينغ لشبونة.

## روابط خارجية
- إدواردو كواريسما على موقع الاتحاد الأوربي (الإنجليزية)
- إدواردو كواريسما على موقع قاعدة بيانات كرة القدم.إي يو (الإنجليزية)
- إدواردو كواريسما على موقع ليكيب (الفرنسية)
- إدواردو كواريسما على موقع Soccerway.com (الإنجليزية)
- إدواردو كواريسما على موقع عالم كرة القدم.نت (الإنجليزية)